# Лапьер, Фабрис
Фабрис Лапьер (англ. Fabrice Lapierre; род. 17 октября 1983, Редюит, Маврикий) — австралийский легкоатлет, специализирующийся в прыжке в длину. Серебряный призёр чемпионата мира 2015 года. Победитель (2010) и серебряный призёр (2016) чемпионата мира в помещении. Чемпион Игр Содружества 2010 года. Победитель общего зачёта Бриллиантовой лиги в прыжке в длину (2016). Пятикратный чемпион Австралии. Участник летних Олимпийских игр 2008 и 2016 годов.

## Биография
Впервые заявил о себе в 2002 году, когда выиграл серебряную медаль на юниорском чемпионате мира в прыжке в длину с результатом 7,74 м. После этого успеха переехал в США для учёбы и тренировок в Техасском университете A&M. В Северной Америке четыре раза становился призёром чемпионата NCAA, из которых однажды, в 2005 году, был первым с личным рекордом 8,15 м.
В 2006 году выиграл бронзовую медаль домашних Игр Содружества в Мельбурне.
Участвовал в летних Олимпийских играх 2008 года, где не смог пройти в финал (16-е место в квалификации).
На чемпионате мира 2009 года стал четвёртым в финале с попыткой на 8,21 м. В конце сезона выиграл прыжок в длину на Всемирном легкоатлетическом финале.
Установил рекорд Океании в помещении в квалификации зимнего чемпионата мира 2010 года — 8,19 м. В финале показал результат на два сантиметра хуже, которого всё равно хватило для победы в соревнованиях. Через месяц после этого триумфа выиграл титул чемпиона страны с прыжком на 8,78 м, однако высокий личный рекорд не был официально засчитан, так как попутный ветер превышал допустимую норму (+3,1 м/с). В завершение сезона выиграл золотую медаль Игр Содружества с результатом 8,30 м.
Пропустил Олимпийские игры в Лондоне из-за травмы подколенного сухожилия.
С осени 2014 стал тренироваться в США в клубе Altis под руководством тренера Дэна Пфаффа. В первый же сезон совместной работы занял второе место на чемпионате мира 2015 года с результатом 8,24 м.
На чемпионате мира в помещении 2016 года улучшил свой же континентальный рекорд и стал серебряным призёром — 8,25 м.
Выступал на Олимпийских играх в Рио-де-Жанейро, где смог занять 10-е место в финале.
Выиграл общий зачёт Бриллиантовой лиги 2016 года в прыжке в длину, несмотря на то, что не был победителем ни на одном из семи этапов, где разыгрывались очки.

## Основные результаты
| Год  | Турнир                            | Место проведения         | Дисциплина       | Место        | Результат         |
| ---- | --------------------------------- | ------------------------ | ---------------- | ------------ | ----------------- |
| 2002 | Чемпионат мира среди юниоров      | Кингстон, Ямайка         | 100 м            | 14-е (1/4)   | 10,48 (+3,9 м/с)  |
| 2002 | Чемпионат мира среди юниоров      | Кингстон, Ямайка         | длина            | 2-е          | 7,74 м            |
| 2002 | Чемпионат мира среди юниоров      | Кингстон, Ямайка         | эстафета 4×100 м | 10-е (заб.)  | 40,51             |
| 2006 | Игры Содружества                  | Мельбурн, Австралия      | длина            | 3-е          | 8,10 м            |
| 2006 | Кубок мира                        | Афины, Греция            | длина            | 8-е          | 7,58 м            |
| 2008 | Олимпийские игры                  | Пекин, Китай             | длина            | 16-е (квал.) | 7,90 м            |
| 2008 | Всемирный легкоатлетический финал | Штутгарт, Германия       | длина            | 1-е          | 8,14 м            |
| 2009 | Чемпионат мира                    | Берлин, Германия         | длина            | 4-е          | 8,21 м            |
| 2009 | Всемирный легкоатлетический финал | Салоники, Греция         | длина            | 1-е          | 8,33 м (+2,4 м/с) |
| 2010 | Чемпионат мира в помещении        | Доха, Катар              | длина            | 1-е          | 8,17 м            |
| 2010 | Континентальный кубок             | Сплит, Хорватия          | длина            | 7-е          | 7,70 м            |
| 2010 | Игры Содружества                  | Дели, Индия              | длина            | 1-е          | 8,30 м            |
| 2011 | Чемпионат мира                    | Тэгу, Южная Корея        | длина            | 21-е (квал.) | 7,89 м            |
| 2013 | Чемпионат мира                    | Москва, Россия           | длина            | — (квал.)    | NM                |
| 2014 | Чемпионат мира в помещении        | Сопот, Польша            | длина            | 14-е (квал.) | 7,76 м            |
| 2014 | Игры Содружества                  | Глазго, Великобритания   | длина            | 4-е          | 8,00 м            |
| 2015 | Чемпионат мира                    | Пекин, Китай             | длина            | 2-е          | 8,24 м            |
| 2016 | Чемпионат мира в помещении        | Портленд, США            | длина            | 2-е          | 8,25 м            |
| 2016 | Олимпийские игры                  | Рио-де-Жанейро, Бразилия | длина            | 10-е         | 7,87 м            |
| 2017 | Чемпионат мира                    | Лондон, Великобритания   | длина            | 11-е         | 7,93 м            |
| 2018 | Игры Содружества                  | Голд-Кост, Австралия     | длина            | 12-е         | 7,56 м            |